# Puente de Chapa
El Puente de Chapa, también llamado Puente Odiel, es un antiguo puente ferroviario situado en el municipio español de El Campillo, en la provincia de Huelva. Esta infraestructura, que originalmente formaba parte del ferrocarril de Buitrón, fue levantada para salvar el obstáculo que suponía el río Odiel.

## Historia
El puente formaba parte del ramal de vía estrecha que enlazaba el ferrocarril de Buitrón con la Mina Concepción, cuya construcción transcurrió entre 1904 y 1906. La infraestructura fue inaugurada el 11 de julio de 1906, con un tren que circuló por el trazado. Durante las siguientes décadas el tráfico que circuló por la línea fue mayoritariamente de mercancías, principalmente el mineral que se extraía en los cercanos yacimientos de Concepción. En 1969 el trazado fue clausurado al servicio y desmantelado. Recientemente el puente ha sido a incorporado a la ruta de la Vía verde del Odiel.

## Características
Se trata de un puente mixto, formado por seis arcos de medio punto —en mampostería de piedra y ladrillo— y un tramo central con un tablero constituido por una doble viga de hierro en cajón y de celosía. Tiene una lontigud de 112 metros, de los cuales 22 metros corresponden al tramo metálico.
Los trabajos de construcción fueron dirigidos in situ por el ingeniero británico John Pryor.